# Johann Georg Büsch
Johann Georg Büsch (né le 3 janvier 1728 à Altenmedingen, mort le 5 août 1800 à Hambourg) est un pédagogue allemand.

## Biographie
À trois ans, il s'installe à Hambourg où son père, Paul Christoph Büsch, devient prédicateur de l'église Saint-Michel. Johann Georg est élève de l'école d'érudition Saint-Jean en 1741 puis de l’Akademische Gymnasium (Lycée académique) en 1746. Il a pour professeurs Hermann Samuel Reimarus et Michael Richey. En 1748, il devient étudiant en théologie de l'université de Göttingen. Cependant il revient à Hambourg pour être précepteur. En 1756, il est professeur de mathématiques de l'Akademische Gymnasium.
Johann Georg Büsch est en 1771 le nouveau directeur de l'école de commerce fondée en 1767 par Friedrich Christian Wurmb. Parmi les élèves les plus connus, il y a Alexander von Humboldt, Ernst-Wilhelm Arnoldi ainsi que Carsten Niebuhr, mais aussi un certain nombre de marchands de Hambourg (Georg Heinrich Sieveking, Johann Michael Hudtwalcker, Martin Johann Jenisch).
Dans de nombreux écrits, il se consacre à divers problèmes de théorie et de pratique économiques. Il est un membre fondateur de la Société patriotique. En 1794, il publie Über den Gang meines Geistes und meiner Tähtigkeit, une autobiographie. Même dans les dernières années de sa vie où il est presque aveugle , il travaille sans relâche jusqu'à sa mort en 1800.
Johann Georg Büsch possède une bibliothèque de 3 200 livres qui traitent principalement des mathématiques. Ils sont rachetés par l'amirauté et la bibliothèque universitaire. Il a aussi une collection d'instruments physiques et mathématiques, comme celle de Kirchhof.
Büsch est l'ami notamment de Friedrich Gottlieb Klopstock, Christian Adolph Overbeck et Gottlob Friedrich Ernst Schönborn ; il fait partie de la société de lecture de Klopstock. Il est franc-maçon dans une loge inconnue et probablement aussi illuminati.
Johann Georg Büsch épouse en 1759 Margarete Augusta Schwalb. De ce mariage naissent cinq filles et cinq garçons. Elisabeth Büsch se marie avec Piter Poel. Wilhelmine se marie avec Hieronymus Sillem. Les fils Karl August et Ernst deviennent marchands.